# Максимов, Геннадий Григорьевич
Геннадий Григорьевич Макси́мов (род. 29 марта 1940, Уфа) — советский и российский учёный, специалист по токсикологии и гигиене труда. Доктор медицинских наук, профессор, врач высшей категории. Заслуженный врач Башкирской АССР. С 1984 по 1995 год — заместитель директора Уфимского НИИ гигиены и профзаболеваний (ныне — Уфимский НИИ медицины труда и экологии человека Минздрава РФ) по науке. Создатель уфимской научной школы промышленной токсикологии.

## Биография
Предки Геннадия Григорьевича Максимова по отцовской линии отличались редкостным ростом и силой; рост деда, Никонора Григорьевича, был 205 см. Согласно семейному преданию, прадеды участвовали во взятии царской армией Берлина и Парижа; за воинскую доблесть один из них был жалован земельным наделом в Симбирской губернии. В наследство деду перешло поместье, которым он распорядился необычным образом: продал и на вырученные деньги построил в Симбирске больницу, а на её территории — дом для своей семьи. В этом доме родился и воспитывался отец Г. Г. Максимова, Григорий Никонорович (1897—1957).
Г. Н. Максимов, окончивший в 1914 году двухгодичные курсы телеграфистов, начинал службу с должности младшего телеграфиста станции Симбирск. В 1931 году окончил двухгодичные курсы электромонтёров подвижных электростанций и получил назначение в Уфу. Работал начальником радиоузла железнодорожной станции Уфа; именно он впервые организовал на уфимском вокзале трансляцию объявлений по громкой связи на башкирском языке.
Григорий Никонорович был грамотным специалистом и мастером на все руки. В послевоенные годы ему приходилось заниматься сложным ремонтом электрического оборудования немецкого производства, технической документации на которое в городе не было; помимо ремонта он с успехом восстанавливал утерянные электросхемы. Отцу неоднократно предлагали повышение по службе, но он всегда отказывался — боялся не столько высокой ответственности, как возможных последствий для семьи в то очень сложное время.
Мать Г. Г. Максимова, Лидия Петровна Данилова (1899—1960), также родилась в Симбирске. Семья была небогатой, но девушке сумели дать почти полное гимназическое образование. В 1915 году она получила аттестат за 9 лет учёбы, без годичного обучения домоводству. В Симбирске/Ульяновске у родителей появились на свет сыновья:
- Гена (ум. 1918) — погиб от трагической случайности в годовалом возрасте;
- Юрий (1921—1941) — солдат Красной Армии, получивший ранение и попавший в плен в первое утро Великой Отечественной войны. Был узником концлагеря, скончался от ран;
- Игорь Григорьевич (1924—1984) — штурман военно-морской авиации[4]. После демобилизации работал в системе гражданской обороны БАССР, преподавал военное дело и ГО в техническом училище нефтехимиков;
- Николай Григорьевич (1931—2013) — инженер-конструктор[4], специалист по организации промышленной переработки и хранения зерна. Окончил Одесский институт инженеров мукомольной промышленности и элеваторного хозяйства. Работал главным инженером на элеваторах и крупозаводах Дальнего Востока, Казахстана и Башкирии, главным конструктором Уфимского витаминного завода, директором уфимского филиала института «Промзернопроект». Многие годы на общественных началах был заместителем председателя Комитета народного контроля БАССР.

Ещё дед Г. Г. Максимова, устроитель земской лечебницы Никонор Григорьевич, хотел выучить своего сына Григория на доктора, но помешало лихолетье — мировая, а затем гражданская война. В свою очередь и отец, Григорий Никонорович, всю жизнь лелеял ту же мечту — хотел, чтобы хотя бы один из детей стал врачом. И младший из пятерых сыновей, Геннадий, исполнил волю отца и деда.

### Хроника профессиональной деятельности
Геннадий Григорьевич Максимов родился в Уфе 29 марта 1940 года.
В 1957 году окончил среднюю железнодорожную школу № 1 г. Уфы и поступил в Башкирский медицинский институт. В годы учёбы в институте занимался и получил первые результаты самостоятельной исследовательской работы в студенческих научных кружках при двух кафедрах: фармакологии (заведующая кафедрой — доцент Д. Н. Лазарева, будущий профессор, лауреат Государственной премии РФ) и патологической физиологии (заведующий кафедрой — профессор В. А. Самцов).

«…К моменту получения диплома врача-лечебника он набрал интересный материал по влиянию гипотермии на течение анафилактической реакции у собак (на кафедре патологической физиологии) и подробно изучил фармакологическое действие марьянника гребенчатого, впервые обнаружив в нём выраженные нейроплегические свойства. Каждая из выполненных работ даже по меркам прошлых лет отвечала требованиям диссертационного исследования. Но отсутствие тщеславия и своевременных подсказок наставников привело молодого исследователя на ниву сельского здравоохранения…».— Член-корреспондент РАМН И. В. Саноцкий
В 1963 году окончил Башкирский медицинский институт по специальности «лечебное дело».
В 1963—1964 годах заведовал врачебной амбулаторией ст. Аксёново Куйбышевской железной дороги.
В 1964—1966 годах Г. Г. Максимов работал главным врачом Кызыльской участковой больницы Альшеевского района БАССР.
На территории Кызыльского врачебного участка в с. Уразметово компактно проживали татары.

«Женщины в возрасте старше 40—45 лет не понимали ни одного слова по-русски. …Средний медперсонал, будучи коренными жителями, также не понимали ни по-татарски, ни по-башкирски. …Пришлось овладевать самому. Примерно через пару недель я мог уже изъясняться с пациентами по-татарски, и как многие говорили — довольно неплохо. Со временем выговор даже смахивал на казанский акцент…».— Г. Г. Максимов

«Этот период совпал с формированием токсикологической службы Башкирии для решения важнейших проблем безопасности в нефтяной, нефтедобывающей и нефтеперерабатывающей промышленности. И тогда одержимая этой задачей прекрасный организатор науки, директор НИИ гигиены и профзаболеваний профессор Гайнуш Минигайсовна Мухаметова буквально вырвала меня из сельской глубинки и направила в аспирантуру».— Г. Г. Максимов
С 1966 по 1969 год Максимов обучался в целевой аспирантуре отдела промышленной токсикологии НИИ гигиены труда и профзаболеваний АМН СССР (Москва) под научным руководством профессора И. В. Саноцкого, будущего члена-корреспондента АМН СССР / РАМН. Защитил диссертацию на соискание учёной степени «кандидат медицинских наук» на тему: «Обоснование гигиенического ограничения содержания промышленных ядов в воздухе производственных помещений по раздражающим свойством (на примере хлорангидрида трихлоруксусной кислоты)».

«Его кандидатская диссертация, по отзывам многих специалистов, включая Б. Т. Величковского, ныне академика РАМН, „тянула“ на 2-3 кандидатские. …Большое впечатление произвела разработанная им оригинальная затравочная камера с одновременной регистрацией нескольких показателей состояния животных…».— Член-корреспондент РАМН И. В. Саноцкий.
На протяжении 27 лет Г. Г. Максимов работал в Уфимском НИИ гигиены и профзаболеваний Минздрава РСФСР:
- 1969—1972: младший научный сотрудник лаборатории промышленной токсикологии;
- 1970: присвоена учёная степень «кандидат медицинских наук»;
- 1972—1973: старший научный сотрудник;
- 1973—1984: заведующий лабораторией промышленной токсикологии;
- 1984—1995: заместитель директора института по научной работе Уфимского НИИ ГиПЗ (после переименования, с 1992 года, — Уфимского НИИ медицины труда и экологии человека);
- 1990: защитил диссертацию на тему: «Система поэтапного прогнозирования опасности химических веществ в воздухе рабочей зоны на разных стадиях их разработки»; научный консультант — член-корреспондент АМН СССР И. В. Саноцкий. Присвоена учёная степень: доктор медицинских наук по специальности «Гигиена труда»;
- 1992: профессор;
- 1995—1996: главный научный сотрудник отдела токсикологии.

Г. Г. Максимов в лаборатории промышленной токсикологии Уфимского НИИ ГиПЗ. Ок. 1980 г.

Своим главным учителем в науке Г. Г. Максимов по праву считает одного из виднейших советских токсикологов, профессора Игоря Владимировича Саноцкого. Их встречи иногда случались неожиданно, но и в таком случае оставляли глубокий след в профессиональной судьбе Геннадия Григорьевича:

«Жаркое уфимское лето 1970 года, июль. …в мой кабинет неожиданно вошел Игорь Владимирович, посетивший институт во время стоянки парохода, следовавшего по туристическому маршруту „Москва-Уфа-Москва“. …Несколько минут ожидания за моим рабочим столом он использовал очень продуктивно — ознакомился с оставленными графиками и встретил меня… ошеломившей коллег фразой: „Это чрезвычайно интересно и очень важно, доктор; срочно подготовьте доклад на союзную конференцию, издание материалов я задержу; срок Вам на все 10 дней“. …позднее, в заключительном слове при закрытии этой конференции, в адрес моих маститых московских оппонентов, которым… не понравилось вторжение в их область, он, между прочим, заметил: „Вы ходите по золотой россыпи и не видите, а молодой неизвестный пока ученый, как вы говорите с периферии, открыл её и вам только осталось нагнуться и поднять“. Эта фраза тогда произвела фурор. Авторитет мой возрос неимоверно быстро».— Профессор Г. Г. Максимов.
Дальнейшая профессиональная деятельность профессора Г. Г. Максимова связана с преподаванием в Башкирском государственном медицинском университете:
- 1996—2005: заведующий курсом клинической токсикологии и профессиональных болезней Института последипломного образования БГМУ;
- 2005 — по настоящее время: заведующий курсом гигиены труда и профболезней ИПО БГМУ.

## Научная и педагогическая работа
Научная деятельность профессора Г. Г. Максимова посвящена проблемам токсикологии, гигиены труда, профессиональной патологии и экологии. Теоретические и прикладные аспекты его научных интересов носят многоплановый характер: прогноз опасности токсикантов, кожная резорбция и комплексное действие ядов, экологическая токсикология, медицина труда. Диапазон внедрения его научных разработок простирается от проблем крупного предприятия Башкортостана до нефтехимического и энергетического комплексов России.

«За последние 30 лет под руководством и при непосредственном участии Геннадия Максимова сделано множество внедрений в оптимизацию условий труда людей, работающих в нефтяной, нефтеперерабатывающей, нефтехимической и химической промышленности».— Газета «Единая Россия. Башкортостан».
Фундаментальные исследования в области избирательного действия и токсикокинетики ядов позволили профессору Г. Г. Максимову научно обосновать:
- критерий и количественную оценку выраженности избирательных свойств токсикантов и на этой основе разработать оригинальную методологию ускоренного обоснования гигиенических регламентов на допустимое содержание токсикантов в воздухе рабочей зоны;
- классификацию химических веществ по их избирательности действия, что позволяет Роспотребнадзору России публиковать в виде методических документов перечни веществ с различными специфическими свойствами — раздражающими, гонадотропными и др.;
- новые параметры токсикометрии — порог однократного действия веществ по специфическим показателям, зона специфического действия, которые вошли в международное учебное пособие по профилактической токсикологии, изданное в 1984 г. под эгидой ЮНЕП (Программы ООН по окружающей среде);
- систему прогноза опасности токсикантов, принятую на совместной научной сессии отделений профилактической медицины и медико-биологических наук РАМН (решение № 10-7/29 от 07 июня 1994);
- концепцию о физической стадии детоксикации ядов, имеющей практическую значимость в клинической токсикологии при проведении детоксикационных мероприятий;
- концепцию безопасного стажа работы в контрактной системе трудоустройства и новое научное направление в медицине труда — прогностическую профилактику.

Проведённые Г. Г. Максимовым исследования прикладного характера позволили разработать и внедрить:
- систему поэтапного прогнозирования опасности токсикантов от стадии их компьютерного конструирования до внедрения в производство (утверждена Министерством здравоохранения СССР, 1985);
- оригинальный способ моделирования зависимости «структура — действие ядов» сплайнами;
- систему токсико-гигиенического обеспечения безопасности работ в нефтяной промышленности (Минздрав РСФСР, 1983);
- гигиенические регламенты (ПДК) на допустимое содержание 18 токсикантов в воздухе рабочей зоны;
- серию устройств для оптимизации экспериментальных токсикологических исследований в области моделирования производственных условий;
- профилактические средства для пылеподавления на карьерах и укрепления грунтов при строительстве магистральных трубопроводов в условиях Западной Сибири (Г. Г. Максимов и его соавторы из УГНТУ удостоены бронзовой медали ВДНХ СССР);[6][8]
- исследовать особенность интермитирующего действия бензина БР-1 и хлористого метилена на организм работающих и обосновать методы контроля за безопасностью условий труда клейщиц на предприятиях РТИ;

«…на заводе РТИ некорректная оценка гигиенистами условий труда многие годы не позволяла профпатологам связать выраженную патологию здоровья клейщиц с производственной вредностью. Данная проблема была блестяще решена! Кстати, это решение позволило З. С. Терегуловой, ученице Геннадия Григорьевича, успешно защитить докторскую диссертацию».— Газета «Единая Россия. Башкортостан».
- изучить действие новых термальных источников на курорте Янган-Тау[9], что позволило обосновать возможность их применения и обеспечить дальнейшее функционирование «башкирской жемчужины» (заключение согласовано Минздравом СССР, 1983);

«Впервые в комплексном экспериментальном исследовании в сравнительном плане изучен характер биологического действия ранее действующего и новых термальных источников санатория „Янган-Тау“… Лишь один из трех оказался безопасным, его эксплуатация и обеспечила дальнейшее развитие курорта».— Газета «Единая Россия. Башкортостан».
- научно обосновать (в соавторстве) территориальные комплексные схемы охраны природы (ТерКСОП) Западной Сибири, Оренбургского и Астраханского ТХК;
- исследовать и разработать первый регламент на окислитель ракетного топлива для космических полетов, а также первые импортные и отечественные реагенты для нефтяной промышленности;
- разработать рекомендации по предупреждению развития профессиональных раков кожи на ОАО «Стеклонит»;
- исследовать канцерогенные свойства ряда растворителей, в том числе диметилсульфоксида, который в последующем Фармакологическим комитетом Минздрава СССР был разрешён к применению в медицинской практике в качестве универсального растворителя и транспортёра, под названием «Димексид»;
- впервые доказать эффективность применения оксиметацила (антиоксидант) для профилактики интоксикаций в условиях химического производства (ПО «Химпром», г. Уфа, 1994).

Научные направления исследований Г. Г. Максимова: комплексное и кожно-резорбтивное действие ядов; гигиеническое регламентирование, моделирование и прогноз опасности токсикантов; токсикокинетика и токсикодинамика ядов. Он — автор концепции безопасного стажа работы в контрактной системе трудоустройства и нового направления в медицине труда — прогностической профилактики. Его приоритеты — в научном обосновании и разработке новых параметров токсикометрии в количественной токсикологии (порок острого специфического действия и зона специфического действия, как мера количественной оценки выраженности избирательных свойств токсикантов) и физической стадии детоксикации в токсикокинетике ядов; в разработке оригинальной методологии ускоренного обоснования гигиенических регламентов на допустимое содержание токсикантов в воздухе рабочей зоны, обладающих выраженным избирательным действием, и принципиально новой системы прогноза опасности токсикантов различной химической структурой на разных стадиях их разработки — от компьютерного конструирования до внедрения в производство, в конструировании новых типов затравочных камер для моделирования в эксперименте изолированного, комплексного и комбинированного действия ядов и разработке методов исследования избирательного действия ядов на органы дыхания.

«Я обычный труженик науки. Добросовестный, ответственный, одержимый, ориентированный на достижение поставленной задачи на основе творческой идеи, теоретически проработанной, с научным обоснованием ожидаемого прогноза. Так в СССР работали многие исследователи и добивались серьёзных успехов».— Профессор Г. Г. Максимов.
Под руководством профессора Г. Г. Максимова защищены 9 кандидатских диссертаций, а при его научном консультировании — 3 докторские диссертации (Терегулова Закия Сагадатовна, 1994 г.; Овсянникова Людмила Борисовна, 2001 г.; Красовский Владимир Олегович, 2002 г.).
В качестве эксперта высшей квалификации и общественного деятеля профессор Геннадий Григорьевич Максимов внёс весомый вклад в работу ряда профессиональных организаций и советов:
- член проблемной комиссии «Научные основы гигиены труда и профпатологии» АМН СССР (1970—1995);
- член Правления Всесоюзного научного общества токсикологов (1980—1990);
- председатель секции «Токсикология сероорганических соединений» проблемной комиссии ГКНТ СССР «Научные основы химии сероорганических соединений» (1985—1990);
- член Учёного медицинского совета Госкомитета санэпиднадзора РФ (1988—1995);
- заместитель председателя докторского диссертационного совета БГМУ (1998—2003);
- председатель итоговой государственной аттестационной комиссии на медико-профилактическом факультете БГМУ (2006—2009).

В июне 2013 года состоялась юбилейная встреча, посвящённая 50-летию со дня окончания института. Президентом оргкомитета мероприятия был профессор Г. Г. Максимов.

## Конструкторские разработки
В период 1968—1984 годов Г. Г. Максимовым сконструирован и внедрён на базе Уфимского НИИ ГиПЗ ряд видов экспериментального оборудования, не имевшего аналогов в оснащении токсикологических лабораторий СССР. Одним из особо значимых достижений автора стала универсальная затравочная камера собственной конструкции (на фото вверху слева). Это устройство впервые в практике научных исследований позволило осуществить полное моделирование вредных условий труда на производстве.

## Участие в работе комиссии по ликвидации последствий сброса фенола
Весной 1990 года в водопроводную систему г. Уфы попало значительное количество отходов нефтеперерабатывающих предприятий, прежде всего фенола. Для ликвидации последствий этого происшествия была образована Чрезвычайная комиссия, в состав которой включили заместителя директора Уфимского НИИ гигиены и профзаболеваний по научной работе Г. Г. Максимова.
В ходе одного из заседаний комиссии был поставлен вопрос: должна ли была городская санэпидстанция контролировать содержание фенола не только в питьевой воде, но и в открытом водоеме ниже сброса промышленных стоков предприятий? Председатель комиссии адресовал этот вопрос Г. Г. Максимову, и тот твёрдо ответил: да, должна. После чего состоялась острая словесная пикировка между авторитетным учёным и руководителями СЭС, утверждавшими, что Максимов «неправильно трактует ГОСТ». Геннадий Григорьевич, не видя иного способа перевести обсуждение в конструктивное русло и наконец-то добиться решения проблемы с контролем сбросов промышленных предприятий, попросил председателя Чрезвычайной комиссии занести в протокол заседания пункт о необходимости вызова в Уфу крупнейших в стране специалистов по обсуждаемому насущному вопросу: главного государственного санитарного врача СССР А. И. Кондрусёва, главного государственного санитарного врача РСФСР К. И. Акулова и двух крупнейших учёных, специалистов по гигиене воды: члена-корреспондента АМН СССР Ю. В. Новикова и профессора Г. Н. Красовского (с 1994 — член-корреспондент РАМН).
Коллеги Геннадия Григорьевича усмехались, давая понять, что это пустая затея. Но через два дня Кондрусёв, Новиков и Красовский уже лично участвовали в очередном заседании Чрезвычайной комиссии; вслед за ними прибыла и комиссия Минздрава РСФСР. Итогом работы в Уфе ведущих специалистов-гигиенистов страны стало создание при уфимском «Водоканале» специальной лаборатории, укомплектованной новейшим оборудованием, позволяющим определять широкий спектр токсикантов.

«Вот вкратце вся история фенольной трагедии, а также история борьбы одного за истину для всех и всех против одного…»— Профессор Г. Г. Максимов.

## Научные труды
Профессор Г. Г. Максимов — соавтор более 440 научных трудов, в том числе 13 монографий, 8 изобретений, 18 рацпредложений отраслевого уровня (РСФСР), 18 гигиенических регламентов и 11 методических указаний союзного уровня внедрения, 23 учебных пособий, редактор 20 сборников научных трудов и материалов научных конференций.
В числе его основных научных работ:

### Книги
1. Химизация нефтегазодобывающей промышленности и охрана окружающей среды / Соавт.: Ф. Г. Мурзакаев. — Уфа, Башкирское книжное издательство, 1989. — 174 с. — ISBN 5-295-00160-1;
2. Интоксикация органическими растворителями на предприятиях резинотехнических изделий (Современные подходы к оценке условий труда, диагностике, лечению и профилактике) / Соавт.: З. С. Терегулова; Академия наук Республики Башкортостан, Башкирский государственный медицинский университет. — Уфа, Гилем, 1999. — 227 с. — ISBN 5-7501-0128-2;
3. Введение в количественную токсикологию (учебное пособие) / Башкирский государственный медицинский университет, Институт последипломного образования. — Уфа, БГМУ, 2006. — 148 с.;
4. Уфимская школа промышленных токсикологов (сборник-проспект) / Редколлегия: Г. Г. Максимов, О. Н. Дубинина, В. А. Мышкин. — Уфа, Уфимский НИИ медицины труда и экологии человека, 2013. — 185 с.;
5. Предварительные и периодические медицинские осмотры работников, занятых на тяжелых работах с вредными и опасными условиями труда (учебное пособие) / Соавт.: Ю. Г. Азнабаева; Башкирский государственный медицинский университет, Институт последипломного образования. — Уфа, БГМУ, 2013. — 129 с.

### Статьи
1. К вопросу о влиянии девясила высокого и зверобоя на заживление экспериментальных ран / Дикорастущие и интродуцируемые полезные растения в Башкирии. — Уфа, 1961. — 4 с. — Соавт.: Абдуллина Р. Н., Калмыков В. Н.;
2. Проявление анафилактического шока при гипотермии / Тезисы докладов науч. конференции студентов мед. вузов РСФСР по проблеме «Аллергия». — М., 1962. — 2 с. — Соавт.: Калмыков В. Н.;
3. Участие студентов в санитарном просвещении / Советское здравоохранение, 1963, № 1. — 3 с.;
4. Марьянник — новое лекарственное растение / Вопросы рационального использования растительных ресурсов Южного Урала. — Уфа, 1963. — 4 с. — Соавт.: Кучеров Е. В., Каримова С. Г., Лазарева Д. Н., Зарудий Ф. С., Изгина Н. З.;
5. О нейроплегическом действии марьянника гребенчатого / Там же. — 3 с. — Соавт.: Лазарева Д. Н., Зарудий Ф. С., Изгина Н. З.;
6. О нейротропном действии марьянника гребенчатого / Фармакология и токсикология, 1966, № 2. — 3 с. — Соавт.: Лазарева Д. Н., Каримова С. Г., Зарудий Ф. С., Изгина Н. З.;
7. Токсикологическая характеристика некоторых фторированных спиртов / Технич. и экономич. информация. Сер: Охрана труда и техника безопасности. Очистка сточных вод и отходящих газов в хим. промышленности. — М., НИИТЭХИМ, 1967. — Вып. 6. — 2 с. — Соавт.: Никитенко Т. К.;
8. О значении соотношения величин интегрального порога острого действия и порога раздражающего действия при гигиеническом нормировании раздражающих веществ / Актуальные вопросы гигиены труда и профпатологии. Материалы конференции. — Рига, 1968. — 4 с.;
9. К оценке методов определения порога раздражающего действия хлорангидрида трихлоруксусной кислоты (ХАТУ) / Материалы конференции молодых науч. работников (26—28 ноября 1968 г., Уфа). — Уфа, 1968. — 3 с.;
10. Об особенностях изучения токсичности хлорангидрида трихлоруксусной кислоты / Гигиена труда и охрана здоровья рабочих в нефтяной и нефтехимической промышленности. — Уфа, 1968. — Т. 4. — 4 с.;
11. Токсикологическая характеристика хлорангидрида трихлоруксусной кислоты / Технич. и экономич. информация. Сер: Охрана труда и техника безопасности. Очистка сточных вод и отходящих газов в хим. промышленности. — М., НИИТЭХИМ, 1969. — 2 с.;
12. Особенности морфологических изменений внутренних органов экспериментальных животных при ингаляционном отравлении хлорангидрида трихлоруксусной кислоты / Гигиена труда и охрана здоровья рабочих в нефтяной и нефтехимической промышленности. — Уфа, 1969. — Т. 5. — 7 с. — Соавт.: Кочеткова Т. А.;
13. Сравнительная оценка методов определения порога раздражающего действия хлорангидрида трихлоруксусной кислоты (ХАТУ) на мелких животных в остром опыте / Гигиена труда и проф. заболевания, 1969, № 7. — 3 с.;
14. Затравочная камера с одновременной регистрацией дыхания и ЭКГ у мелких животных / Гигиена труда и проф. заболевания, 1969, № 6. — 2 с.;
15. Материалы обоснования предельно допустимой концентрации хлорангидрида трихлоруксусной кислоты в воздухе производственных помещений / Гигиена труда и проф. заболевания, 1970, № 2. — 3 с.;
16. К сравнительной оценке опасности и токсичности промышленных ядов с раздражающими свойствами / Актуальные вопросы гигиены труда, пром. токсикологии, профпатологии и коммун. гигиены в нефтяной и нефтехим. промышленности: Материалы к науч. конф. — Уфа, 1970. — 2 с.;
17. Определение порога раздражения верхних дыхательных путей у мелких лабораторных животных / Методы определения токсичности и опасности хим. веществ. — М., Медицина, 1970. — 317 с. — Тираж 4000 экз. — 11 с.;
18. Ингаляционная затравка животных / Там же. — 19 с. — Соавт.: Саноцкий И. В.;
19. Устройство для затравки мелких лабораторных животных гидролизующимися соединениями / Гигиена и санитария, 1971, № 6. — 3 с.;
20. О соотношениях между различными показателями, лежащими в основе обоснования предельно допустимых концентраций вредных веществ в воздухе населенных мест и в воде открытых водоемов / Научные основы соврем. методов гигиенического нормирования хим. веществ в окружающей среде. Материалы Всесоюз. конф. (21—22 окт. 1970 г.). — М., 1971. — 8 с.;
21. Первичные реакции организма как основа прогнозирования опасности отравления промышленными ядами в окружающей среде / Применение математических методов для оценки и прогнозирования реальной опасности накопления пестицидов во внешней среде и организме. Материалы I Всесоюз. симпозиума. — Киев, 1971. — 5 с.;
22. К вопросу о разработке ускоренных методов гигиенического нормирования промышленных ядов в воде открытых водоемов / Токсикология и гигиена продуктов нефтехимии и нефтехим. производств. Материалы Всесоюз. конференции. — Ярославль, 1972. — 3 с.;
23. Научный симпозиум по гигиене, профпатологии и промышленной токсикологии в производстве синтетического каучука / Гигиена труда и проф. заболевания, 1973, № 12. — 2 с. — Соавт.: Капкаев Э. А.;
24. Сравнительная оценка методов выявления раздражающего действия промышленных ядов / Токсикология новых промышленных хим. веществ. — М.: Медицина, 1973. — Вып. 13. — 11 с. — Соавт.: Иванов Н. Г., Германова А. Л., Клячкина А. М., Поздняков В. С.;
25. Методические подходы к ускоренному гигиеническому нормированию промышленных ядов, обладающих раздражающим действием / Материалы съезда гигиенистов и сан. врачей. — Баку, 1975. 3 с.;
26. Токсикологическая характеристика дифенилуксусной кислоты и трихлордифенилэтана — промежуточных продуктов производства гербицида дифенамида / Гигиена труда и охрана здоровья рабочих в нефтяной и нефтехим. промышленности. Сб. науч. трудов. — М., 1976. — Т. 9. — 4 с. — Соавт.: Стадник А. А.;
27. Распределение, накопление и выведение хлористого метилена при поступлении его через кожные покровы / Кожный путь поступления промышленных ядов в организм и его профилактика. Сб. научных трудов. — М., 1977. — 5 с. — Соавт.: Мамлеева Н. К., Малярова Л. К.;
28. Математическое моделирование зависимости ПДК для атмосферного воздуха от физико-химических констант и показателей биологического действия веществ / Актуальные вопросы экологической токсикологии. Сб. научных трудов. — Иваново, 1978. — Соавт.: Мурзакаев Ф. Г., Хакимов Б. В.;
29. Характер биологического действия хлористого метилена при длительном поступлении в организм через кожные покровы / Гигиена производ. и окруж. среды в нефтяной инефтеперераб., нефтехим. и газовой промышленности. Сб. научных трудов. — М., 1979. — Т. 10. — 6 с. — Соавт.: Мамлеева Н. К., Малярова Л. К., Насыбуллин Р. А.;
30. Прогнозирование предельно допустимых концентраций новых химических веществ по комплексу показателей с помощью сплайнов / Гигиена и санитария, 1980. — 4 с. — Соавт.: Мурзакаев Ф. Г., Хакимов Б. В.;
31. Материалы экспериментального обоснования предельно допустимого уровня загрязнения кожных покровов бензином растворителем «Галоша» / Гигиена и санитария, 1981, № 10. — 3 с.;
32. Распределение, накопление и выведение бензина БР-1 из организма при всасывании его через кожные покровы / Гигиена производ. и окруж. среды, охрана здоровья рабочих в нефтедоб. и нефтехим. промышленности. Сб. научных трудов. — М., 1981. — 5 с.;
33. К вопросу о бластомогенной активности диэтиленгликоля, триэтиленгликоля и сульфолана / Профессиональный рак. Сборник научных трудов. — М., 1981. — Выпуск 2. — 3 с. — Соавт.: Терегулова О. В., Гилев В. Г., Губайдуллин Р. М., Пылев Л. Н.;
34. Экспериментальное обоснование предельно допустимого уровня загрязнения кожи хлористым метиленом / Гигиена труда и проф. заболевания, 1982, № 5. — 3 с.;
35. Прогнозирование ориентировочных безопасных уровней воздействия новых химических веществ в воздухе рабочей зоны по комплексу показателей с помощью многомерных сплайнов / Деп. ВНИИМИ, № Д-4953, 1982. — 9 с. — Соавт.: Хакимов Б. В.;
36. Состояние и перспективы развития проблемы ускоренного гигиенического регламентирования вредных факторов окружающей среды / Материалы 1 Всесоюз. конференции по комплексным проблемам гигиены (Киев, 7—9 сент. 1982). — М., 1982. — 4 с. — Соавт.: Красовский В. О., Иванов Н. Г., Жолдакова З. И. и др.;
37. Использование алгоритма ОКАС для конструирования малотоксичных соединений / Химические средства защиты. Тезисы докладов к Всесоюз. конф. по ХСЗР. — Уфа, 1982. — 3 с. — Соавт.: Соломинова Т. С., Парамонов Ю. С.;
38. Опыт оперативного сбора и обработки на ЭВМ научно-медицинской и биологической информации / Гигиена труда и охрана здоровья рабочих в нефтегазодоб. и нефтехим. промышленности. Сб. научных трудов. — М., 1982. — 5 с. — Соавт.: Хакимов Б. В.;
39. Прогнозирование токсичности органических соединений по их инфракрасным спектрам / Там же. — М., 1982. — 5 с. — Соавт.: СоломиноваТ. С., Семенова В. А., Апляев Н. А.;
40. Применение методов распознания образцов для прогнозирования ОБУВ химических веществ / Гигиена и проф заболевания. — 1983, № 9. — 2 с. — Соавт.: Соломинова Т. С., Семенова В. А.;
41. Морфофункциональное состояние форменных элементов крови крыс, подвергавшихся различным вариантам комплексного и изолированного воздействия бензином БР-1 / Гигиена и проф заболевания, 1983, № 12. — 4 с. — Соавт.: Осипова Л. Г.;
42. Научные основы ускоренных методов обоснования санитарных стандартов в СССР / Принципы и методы установления ПДК вредных веществ. Сб. науч. трудов. — М., 1983. — 5 с. — Соавт.: Иванов Н. Г., Сидоров К. К.;
43. Исследование бластомогенных свойств диэтиленгликоля / Деп. ВНИИТИ, № 6801-83, 15.12.1983. — 17 с. — Соавт.: Терегулова О. В., Пылев Л. Н., Гилев В. Г., Губайдуллин Р. М.;
44. Прогнозирование острой токсичности органических соединений на основе методов распознавания образцов / Химико-фармацевтич. журнал, 1984, № 2. — 8 с. — Соавт.: Соломинова Т. С., Семенов В. А.;
45. Экспериментальное исследование изолированного и комплексного действия бензина БР-1 на уровне санитарных стандартов в различных объектах внешней среды / Гигиена труда и проф. заболевания, 1984, № 3. — 4 с. — Соавт.: Буренко Г. Н., Ибатуллина Р. Б.;
46. Исследование бластомогенных свойств диметилсульфоксида / Гигиена труда и профзаболевания, 1984, № 5. — 2 с. — Соавт.: Терегулова О. В., Пылев Л. Н., Гилев В. Г., Губайдуллин Р. М.;
47. Гигиена труда, состояние здоровья и охрана окружающей среды при добыче нефти и газа в химической и нефтехимической промышленности / Материалы VI Всероссийского съезда гигиенистов и санитарных врачей. — М., 1985. — 7 с. — Соавт.: Егоров Ю. Л., Благодатин В. М.;
48. Токсикологическая характеристика присадок тиомола-С, БМА-5, ПДП-2, моторного масла М-16Г2С, ингибитора марок С и К и смазки СЭДА / Гигиена и санитария, 1985, № 5. — 2 с. — Соавт.: Терегулова О. В.;
49. Перспективы использования природных факторов курорта Янган-Тау для лечения работающих в нефтяной и нефтехимической промышленности / Вопросы курортологии в Башкирии. Материалы научно-практич. конференции. — Уфа, 1985. — 4 с. — Соавт.: Карамова Л. М.;
50. Токсичность и опасность ряда химических реагентов / Гигиена и санитария, 1986, № 1. — 2 с. — Соавт.: Галиев М. А., Булгаков Р. Г., Мухутдинова Р. М.;
51. Система поэтапного прогнозирования безопасных уровней воздействия химических веществ / Прогнозирование безвредных уровней и содержания химических веществ в воздухе рабочей зоны. Сб. научных трудов под ред. И. В. Саноцкого. — М., 1986. — 19 с.;
52. Депонирование и элиминация хлористого метилена при различных способах изолированного и комплексного воздействия на организм / Деп. ВНИИМИ, 9.06.87, № 4148-В.87. — 31 с. — Соавт.: Малярова Л. К., Ларионова Т. К.;
53. Классификация химических веществ применительно к задаче математического прогнозирования ОБУВ / Гигиена производств и окружающей среды, охрана здоровья рабочих в нефтегазодоб., нефтехим. промышленности. Сб. научных трудов. — М., 1987. — 4 с. — Соавт.: Хакимов Б. В.;
54. Сравнительная прогностическая значимость ряда физико-химических и биологических показателей для ускоренного обоснования гигиенических нормативов / Ускоренные методы санитарно-гигиенического нормирования вредных веществ в воздухе рабочей зоны. Тезисы докл. Всесоюз. конф. вредных веществ в воздухе рабочей зоны. — Ереван, 1988. — 2 с.;
55. Опыт использования интегральных сплайн-моделей для прогнозирования ОБУВ и обоснование ПДК в воздухе рабочей зоны соединений гомологического ряда гликолей / Гигиена производств и окружающей среды, охрана здоровья рабочих в нефтедоб. и нефтехим. промышленности. Сб. научных трудов. — М., 1989. — 6 с. — Соавт.: Ларионова Т. К., Коршун М. Н., Вербилов А. А. и др.;
56. Опыт работы Уфимского НИИ гигиены труда и профзаболеваний в новых экономических условиях / Гигиена труда и профзаболеваний, 1990, № 5. — 3 с. — Соавт.: Карамова Л. М.;
57. Клинико-гигиеническое обоснование индивидуальных санитарно-защитных зон для крупных газохимических комплексов / Гигиена производственной и окружающей среды, охрана здоровья рабочих в нефтеперерабатывающей и нефтехимической промышл. Сб. научн. трудов. — М., 1990. — 5 с. — Соавт.: Репина Э. Ф.;
58. Профилактическая токсикология, задачи и перспективы / Матер. VII Всерос. съезда гигиенистов и сан. врачей. Сб. научн. тр. — М., 1991. — 4 с. — Соавт.: Рязанова Р. А., Кацнельсон Б. А. и др.;
59. Система поэтапного прогнозирования опасности химических веществ в воздухе рабочей зоны на разных стадиях их разработки / Гигиена производственной окружающей среды, охрана здоровья рабочих в нефтегазодобывающ. и нефтехимической промышленности. Сб.научн.трудов. — М., 1992. — 17 с.;
60. Основные критерии проявления экологической патологии в связи с глобальным загрязнением диоксинами / Здравоохранение Башкортостана, 1993, № 4. — 4 с. — Соавт.: Булатова Ф. Д.
61. Охрана почв / Концепция охраны окруж. среды и рацион. использов. природных ресурсов РБ. — Уфа, 1993. — 3 с.;
62. Влияние экологических факторов на состояние здоровья населения Республики Башкортостан / Государственный доклад о состоянии окруж. среды РБ в 1992 году. — Уфа, 1993. — 15 с. — Соавт.: Минин Г. Д.;
63. Биологическое действие нефти, основных продуктов её трансформации и веществ, используемых при её добыче и переработке / Нефть и здоровье, часть I. — Уфа, 1993. — 23 с.;
64. Сернистые соединения горючих ископаемых и гигиенические проблемы (английский язык) / Транспорт, хранение и переработка меркаптансодержащих нефтей и газоконденсантов. Записки научно-технической конференции. Казань, 26—28 окт., 1993. — Лондон, 1994. — 10 с. — Соавт.: Уждавини Э. Р.;
65. Проблема защиты населения от сверхопасных веществ / Диоксины: экологич. проблемы и методы анализа. Материалы конференции от 13—17 февр. 1995. — Уфа, 1995 г. — 7 с. — Соавт.: Саноцкий И. В., Халепо А. И.;
66. Оценка загрязнения пестицидами и нитратами пищевых продуктов, входящих в рацион питания жителей Уфы / Экологогигиенические проблемы уральского региона: Материалы докладов научно-практич. конф., посвящ. 40-летию Уфимск. НИИ МТ и ЭЧ (10—13 окт.1995 г.). — Уфа, 1995 г. — 7 с. — Соавт.: Баранова Л. В. и др.;
67. Возможность применения оксиметацила в качестве антиоксиданта для профилактики интоксикаций в условиях производств и экологически неблагополучных регионов / Медицина труда и производствен. экология, 1995, № 12. — С. 14-17. — Соавт.: Чурмантаева С. Х., Тимашева Г. В., Макарьева Л. М.;
68. Организационные проблемы химической безопасности в переходный период к рыночной экономике / Будущее нации. Основные принципы новой социальной и экологической политики, пути преодоления демографического кризиса. Научно-практич. конференция. — М., Федеральное собрание Российской Федерации, 1995. — 5 с.;
69. Предварительная оценка опасности полупродуктов синтеза душистых веществ и инсектицидов / Башкирский химический журнал, 1996, т. 3, № 4. — 6 с. — Соавт.: Соломинова Т. С., Тюрина Л. А. и др.;
70. История становления и развитие токсикологической службы в Республике Башкортостан / Здравоохранение Башкортостана, 1996, № 2—3. — 4 с. — Соавт.: Терегулова З. С. и др.;
71. Концепция прогноза опасности токсикантов / Вестник Российской академии медицинских наук, 1996, № 5. — 4 с.;
72. Теория и практика предельно допустимых концентраций / VIII съезд Всероссийского общества гигиенистов и санитарных врачей. Материалы докладов. — М., 1996. — 2 с.;
73. Содержание хлорированных диоксинов и дибензофуранов в пищевых продуктах Республики Башкортостан, Россия (английский язык) / Международный симпозиум по диоксинам. — Голландия, 1996. — 4 с. — Соавт.: Хамитов Р. З., Симонова Н. И., Майстренко В. Н.;
74. Токсикология / Башкортостан. Краткая энциклопедия. — Уфа, Научное изд-во «Башкирская энциклопедия», 1996. — 1 с.;
75. Загрязнение вредными веществами кожных покровов работающих нефтехимических производств / Эколого-гигиенические проблемы уральского региона: материалы докладов II российской научно-практической конференции. 28—29 мая 1997 г. — Уфа, 1997. — С. 110—112. — Соавт.: Каримова Л. К., Ларионова Т. К., Косолапова Н. Д.;
76. Этапы развития токсикологической службы в РБ / Актуальные проблемы токсикологии и методы детоксикации организма. Материалы 1-й республиканской научно-практической конференции, 18—19 декабря 1997 г. — Уфа, 1997. — 8—11 с. — Соавт.: Терегулова З. С.;
77. Проблемы детоксикации организма в экологически неблагополучных регионах и биологически активные пищевые добавки / Там же. — 3 с. — Соавт.: Кильдебекова Р. Н., Максимова Ю. Г., Лаврентьев Ю. А., Биктимирова Г. А., Ермолаев Е. Н.;
78. Экологическая и санитарно-гигиеническая обстановка в г. Уфе в период загрязнения питьевой воды фенолом и другими токсикантами в 1990 году (ретроспективный анализ) [сообщение 5] / Там же. — 3 с. — Соавт.: Терегулова З. С., Турьянов А. Х., Загидуллин Ш. З.;
79. Эпидемиологическая характеристика некоторых параметров состояния здоровья и заболеваемости населения г. Уфы в ближайший период после техногенной аварии на ПО «Химпром» (сообщение 4) / Там же. — 2 с. — Соавт.: Тимербулатов В. М., Турьянов А. Х., Хисамутдинов Р. А., Загидуллин Ш. З.;
80. Характеристика населением Кировского района г. Уфы органолептических свойств воды после 20 марта 1990 года и оценка приоритетов по её употреблению (сообщение 2) / Там же. — 4 с. — Соавт.: Загидуллин Ш. З., Турьянов А. Х., Терегулова З. С.;
81. Проблемы загрязнения окружающей среды глобальными и региональными экотоксикантами / Там же. — 6 с. — Соавт.: Максимова Ю. Г.;
82. Ретроспективный анализ экологической и санитарно-гигиенической обстановки в г. Уфе в период загрязнения питьевой воды фенолом и др. токсикантами в 1990 г. / Здравоохранение Башкортостана, 1997, № 5. — 4 с. — Соавт.: Турьянов А. Х., Загидуллин Ш. З., Минин Г. Д., Терегулова З. С.;
83. Эффективность лечения работников АО «Уфанефтехим» на курорте Янган-Тау / Актуальные вопросы курортологии и физиотерапии: Материалы к межрегион. научно-практ. конф., посвящ. 60-летию курорта Янган-Тау. Под общей редакцией проф. Загидуллина Ш. З. — Уфа, 1997. — 79 с. — Соавт.: Хунафин С. Н., Галлямова И. Н., Максимова Ю. Г.;
84. Приоритеты курорта Янган-Тау в реабилитации здоровья рабочих нефтяной и нефтехимической промышленности / Актуальные вопросы курортологии и физиотерапии: Материалы к межрегиональной научно-практической конференции, посвященной 60-летию курорта Янган-Тау. Под общей редакцией проф. Загидуллина Ш. З. — Уфа, 1997. — 2 с.;
85. Комплексное решение экологических проблем Башкортостана в пространственно-временном единстве / Труды Межд. форума по проблемам науки, техники и образования, 7—11 дек. 1998 г., Москва, Россия. Под ред. В. П. Савиных, В. В. Вишневского. — М., 1998. — 25 с. — Соавт.: Старова Н. В., Терегулова З. С., Борисова Н. А., Абдрахманов Р. Ф., Салихов Д. Н., Мукатанов А. Х. и др.;
86. Стереотипы экологического мышления жителей различных районов северо-восточного региона Башкортостана / Психология на службе республики Башкортостан. Сборник материалов. Региональная научно-практическая конференция, г. Стерлитамак, 23—25 апреля 1998 г. — Стерлитамак, 1998. — Соавт.: Белан Л. Н., Максимова Ю. Г.;
87. Некоторые вопросы изучения связи между строением химических соединений и их действием на репродуктивную функцию и эмбриогенез / Токсикологический вестник, 1999, № 2. — 5 с. — Соавт.: Зулькарнаев Т. Р., Соломинова Т. С., Тюрина Л. А., Еникеев Д. А.;
88. Оценка сельским населением экологического состояния северо-восточного региона Башкортостана по данным социологических исследований / Башкирский экологический вестник, 1999, № 1 (4). — 5 с. — Соавт.: Белан Л. Н., Максимова Ю. Г.;
89. Вредное воздействие растворителей на организм и проблемы их гигиенического регламентирования / Интоксикация органическими растворителями на предприятиях резинотехнических изделий. — Уфа, Издат. «Гилем», 1999. — 78 с.;
90. Комплексная оценка антропотехногенного воздействия на здоровье населения нефтехимического региона / Региональные проблемы профилактической медицины. Международная конференция. Великий Новгород, Россия. 20—23 сентября 1999 г. — Материалы конфер., Великий Новгород, 1999. — 1 с. — Соавт.: Овсянникова Л. Б.;
91. Влияние промышленных выбросов с учётом их класса опасности на здоровье населения / Международная научно-практическая конференция «Загрязнение окружающей среды и здоровье населения», 28—29 сентября 1999 г. — Смоленск, 1999. — 1 с. — Соавт.: Овсянникова Л. Б.;
92. Экологическое образование и ориентация сельского населения Башкортостана / Всероссийская научная конференция с международным участием «Актуальные проблемы профилактики неинфекционных заболеваний». Тезисы докладов, том 2. Москва, 26-27 октября 1999. — 1 с. — Соавт.: Терегулова З. С.;
93. К обоснованию основных критериев профессионального риска и безопасного стажа работы операторов получения непрерывной нити стекловолокна на АО «Стеклонит» / Гигиена труда, окружающей среды, профилактика профессиональной и общей заболеваемости в ведущих отраслях промышленности. Материалы респуб. научно-практич. конфер., посвященной 70-летию центра. — Екатеринбург, 1999. — 3 с. — Соавт.: Гильманов Ш. З., Красовский В. О., Хисматуллина З. Р., Бурханова Н. Р.;
94. Применение биологически активных пищевых добавок в экологически неблагоприятных регионах / Новое поколение биорегуляторов в программе «Здоровье и долголетие»: семинар-конференция, 29—30 января 1999. — Уфа, 1999. — 3 с. — Соавт.: Кильдебекова Р. Н., Лаврентьев Ю. А., Максимова Ю. Г.;
95. Концепция применения пищевых добавок / Там же. 3 с. — Соавт.: Максимова Ю. Г.;
96. Оценка состояния здоровья населения отдельных территорий Республики Башкортостан в связи с экогеохимической обстановкой / Здравоохранение Башкортостана, 2000, № 1—2. — 7 с. — Соавт.: Терегулова З. С., Магжанов Р. В., Борисова Н. А., Ахмадеева Э. К., Хуснутдинова Э. К., Каримова Л. И., Бадретдинов Р. Р.;
97. Оценка состояния здоровья населения отдельных территорий Республики Башкортостан в связи с экологической обстановкой / Здравоохранение Башкортостана, 2000, № 12. — 7 с. — Соавт.: Терегулова З. С., Магжанов Р. В., Борисова Н. А., Ахмадеева Э. К., Хуснутдинова Э. К., Каримова Л. И., Бадретдинов Р. Р.;
98. О гигиенической значимости токсико-химических исследований на предприятиях с высокотемпературными технологиями / Гигиена: Прошлое, настоящее, будущее. Научные труды федерального научного центра гигиены им. Ф. Ф. Эрисмана. Вып. 1. / Под ред. акад. РАМН, проф. А. И. Потапова. — М., 2001. — 3 с.;
99. Профессиональная заболеваемость женщин в Республике Башкортостан в конце XX века / Актуальные проблемы материнства в медицине труда. Материалы докладов Российской научно-практической конференции; 22—23 ноября 2001 г. — Уфа, 2001. — 7 с. — Соавт.: Попков А. М., Бакиров А. Б., Красовский В. О., Ахметшина В. Т., Азнабаева Ю. Г.;
100. Методология применения БАД к пище в профилактике экопатологии и реабилитации здоровья населения / Среда обитания и здоровье населения. Материалы Всероссийской научно-практической конференции. — Оренбург, 2001. — Т. 2. — 2 с. — Соавт.: Азнабаева Ю. Г.;
101. Экология, здоровье населения — биологически защитная роль питания / Сохранение здоровья и профилактика заболеваний: рациональное питание, нутриенты. Сборник докладов республиканской конференции-семинара. Под редакцией Р. Ш. Магазова. — Уфа, 2002. — 10 с. — Соавт.: Терегулова З. С., Борисова Н. А., Старова Н. В., Терегулов Б. Ф., Малиевский О. А.;
102. Исследование антиоксидантных свойств в растительных сборах / Нетрадиционные природные ресурсы, инновационные технологии и продукты. Сборник научных трудов, вып. 6. — М.: РАЕН, 2002. — 8 с. — Соавт.: Азнабаева Ю. Г., Фаархутдинов Р. Р., Гордеев М. В.;
103. Профилактическая эффективность тиетазола и оксиметилурацила при воздействии хлорфенолов / Медицина труда и промышленная экология, 2002, № 5. — 4 с. — Соавт.: Ибатуллина Р. Б., Мышкин В. А., Сергеева С. А., Симонова Н. И., Бакиров А. Б.;
104. Влияние фитосборов и физической нагрузки на свободно радикальные процессы / Эфферентная терапия, 2002, т. 8, № 2. — 4 с. — Соавт.: Азнабаева Ю. Г., Фархутдинов Р. Р.;
105. Растительные антиоксиданты и экспериментальный психофизический стресс / Нетрадиционные природные ресурсы, инновационные технологии и продукты. Сборник научных трудов, вып. 6. — М., РАЕН, 2002. — 345 с. — Соавт.: Азнабаева Ю. Г., Фархутдинов Р. Р.;
106. Актуальные вопросы практического здравоохранения г. Уфы. Тезисы докладов научно-практической конференции / Научный редактор: проф. Г. Г. Максимов. — Уфа, 2002. — 232 с.;
107. Research of antioxidant activity of dietary supplements. Internation conference reactive oxygen and nitrogen species, antioxidants and human health / Smolensk, Russia, 22—25 september 2003. — Work collection. — 181 s. — Ccoauthors: Aznabaeva Yu.G., Farkhutdinov R.R.;
108. Энтеросорбционная и дезинтоксикационная терапия токсических гепатопатий токсико-химической этиологии / 2-й съезд токсикологов России. Тезисы докладов. — 10—13 ноября 2003 г. — Москва, 2003. — 2 с. — Соавт.: Газизова Р. Р., Терегулова З. С., Аскарова З. Ф.;
109. Парадоксальные эффекты в токсикологии и их прикладные аспекты / Гигиена производственной и окружающей среды, охрана здоровья рабочих в нефтегазодобывающей и нефтехимической промышленности. Сборник научных трудов под ред. А. Б. Бакирова. — Уфа, 2004. — Т. 23. — 5 с.;
110. Прогноз безопасного стажа работающих как новая форма первичной профилактики профессиональных и производственно-обусловленных заболеваний / Биологические и социально-экономические основы формирования здоровья населения Республики Башкортостан. Сборник докладов Республиканской межведомственной научно-практической конференции — семинара. Под редакцией Р. Ш. Магазова. — Уфа, 2003. — 10 с. — Соавт.: Красовский В. О.;
111. Космоэнергетика и медицина: реалии и перспективы / Человек и космос, 2004, № 9. — 5 с. — Соавт.: Багиров Э. М.;
112. Физиолого-гигиеническая диагностика безвредного стажа по условиям труда / Под научной редакцией д. м. н., проф. Г. Г. Максимова. — Уфа, 2003. — 235 с. — Соавт.: Красовский В. О.;
113. Медико-гигиенические аспекты здоровья сельского населения / ГУП РБ «Нефтекамская городская типография», 2005. — 128 с. — Соавт.: Шарафутдинов А. Я., Мустафин Р. М., Шарафутдинова Н. Х.;
114. Исследование безопасности воздействия на организм минеральных паров и их конденсата курорта Янган-Тау по токсикологическим критериям / Всероссийская научно-практическая конференция с международным участием «Современные проблемы медицины труда». Материалы конференции, Уфа, 2005. — 3 с. — Соавт.: Дубина О. Н., Бадретдинов Р. Р., Азнабаева Ю. Г.;
115. Экология и гигиена энергоинформационного обмена / Материалы II междун. конгресса, Душанбе, 2006. — С. 110—116. — Соавт.: Азнабаева Ю. Г.;
116. Биологическое поле человека как объект научного исследования и пользования в народном целительстве / Там же, с. 98—109. — Соавт.: Азнабаева Ю. Г.;
117. Комплексная проблема физического и духовного очищения как основа эффективного лечения в официальной и традиционной медицине / Там же, с. 116—120. — Соавт.: Азнабаева Ю. Г.;
118. Народное целительство как источник новаций современной медицинской практики / Общественное здоровье и здравоохранение XXI века / Материалы Российской научно-практич. конференции. — Уфа, 2006. — С. 183—192. — 10 с.;
119. Гигиена / Башкирская энциклопедия, т. 2. — Уфа, 2007. — С. 281—282. — Соавт.: Терегулова З. С.;
120. Прогноз безопасного стажа работы на основе новой методологии моделирования производственных условий и оценки суммарного влияния на организм комплекса вредных факторов / Медицинский вестник Башкортостана, 2007, № 3—4. — С. 47—52. — Соавт.: Красовский В. О., Азнабаева Ю. Г., Абдрахманова Е. Р., Газизова И. Р.;
121. Биоэлектрография в медицине и биологии: реальность и перспективы / Медицинский вестник Башкортостана, 2008, № 1. — С. 74—79. — Соавт.: Азнабаева Ю. Г., Бутаев З. И.;
122. Физиолого-гигиеническая диагностика «безвредного» стажа работы индивидуума в комплексной оценке условий труда / Вестник Тверского гос. университета. Научный журнал, серия «Биология и экология», 2008, № 7 (67). С. 46—52. — Соавт.: Красовский В. О., Азнабаева Ю. Г.;
123. О физиологической значимости энергетических изменений, выявляемых методом газоразрядной визуализации биоэлектрографии / Наука. Информация. Сознание. XII междунар. научный конгресс по ГРВ биоэлектрографии: тезисы докладов. — Санкт-Петербург, 2008. — С. 65—67. — Соавт.: Азнабаева Ю. Г., Бутаев З. И.;
124. Гигиеническая оценка внутришкольной среды в средних общеобразовательных учреждениях при традиционной и инновационной формах обучения в условиях мегаполиса (на примере Уфы) / Профилактическая медицина, 2010, № 2. — С. 19—22. — Соавт.: Тимербулатов И. Ф., Зулькарнаев Т. Р., Тимербулатов Р. Ф.;
125. Токсикология / Башкирская энциклопедия. — Т. 6. — 2010. — 1 с.;
126. Токсины / Башкирская энциклопедия. — Т. 6. — 2010. — 1 с.;
127. Двадцатилетний мониторинг заболеваемости бронхолегочной патологией в Республике Башкортостан / Здравоохранение и социальное развитие Башкортостана, спецвыпуск, 2010. — С. 23—28. — Соавт.: Азнабаева Ю. Г., Питюк А. Н.;
128. Заболеваемость взрослого населения Республики Башкортостан бронхиальной астмой в районах с нефтехимической и нефтедобывающей промышленностью / Здравоохранение и социальное развитие Башкортостана, спецвыпуск № 3, 2011. — С. 62—65. — Соавт.: Азнабаева Ю. Г., Загидуллин Ш. З., Зулкарнеев Р. Х., Питюк А. Н.;
129. Медико-правовые новации в организации и проведении предварительных и периодических медицинских осмотров / Здравоохранение и социальное развитие Башкортостана, 2012, спецвыпуск № 1. — С. 150—157. — Соавт.: Азнабаева Ю. Г.;
130. Предварительные и периодические медицинские осмотры работников, занятых на тяжелых работах и с вредными и опасными условиями труда / Учебное пособие. — БГМУ, Уфа, 2012. — 137 с. — Соавт.: Азнабаева Ю. Г.;
131. Промышленная экология. Антропогенное воздействие токсикантов на окружающую среду / Промбезопасность — Приуралье, 2012, № 7. — С. 25—29. — Соавт.: Трубникова Л. И.;
132. Профессиональные гигиенические риски на производстве / Промбезопасность — Приуралье, 2012, № 11. — С. 21—23. — Соавт.: Азнабаева Ю. Г. Красовский В. О.;
133. Профессиональные заболевания, обусловленные воздействием производственной пыли (терминология, классификация пыли, классификация пневмокониозов). Силикоз / Промбезопасность — Приуралье, 2013, № 3. — С. 18—20. — Соавт.: Гимранова Г. Г. Азнабаева Ю. Г.;
134. Уфимская школа промышленных токсикологов / Уфа, 2013. — 186 с. — Соавт.: Бакиров А. Б.

### Авторские свидетельства и патенты
1. Вспучивающая добавка в глинистое сырье для производства керамзита. Авторское свидетельство СССР № 833772. Опубликовано 30.05.81. Бюллетень № 20. Соавторы: Онацкий Степан Пантелеевич, Ольков Павел Леонтьевич, Гильманов Хатмулла Габдуллович, Гимаев Рагиб Насретдинович, Исмагилов Дамиль Шайхович, Баринов Геннадий Алексеевич, Галямов Галинур Кабирович, Садреев Адип Ибрагимович, Максимов Геннадий Григорьевич
2. Вяжущее для укрепления грунтов. Авторское свидетельство СССР № 866045. Опубликовано 23.09.81. Бюллетень № 35. Соавторы: Мурзаков Рашид Мухамедович, Гимаев Рагиб Насретдинович, Бабин Лев Алексеевич, Ведерникова Татьяна Геннадиевна, Махов Александр Феофанович, Теляшев Гумер Гарифович, Васильева Маргарита Петровна, Максимов Геннадий Григорьевич, Рианов Раит Нуриханович, Усманов Риф Мударисович
3. Вспучивающая добавка в глинистое сырье для производства керамзита. Авторское свидетельство СССР № 897750. Опубликовано 15.01.82. Бюллетень № 2. Соавторы: Ольков Павел Леонтьевич, Гильманов Хатмулла Габдуллович, Гимаев Рагиб Насретдинович, Исмагилов Дамиль Шайхович, Сушко Лев Григорьевич, Баринов Геннадий Алексеевич, Галямов Галинур Кабирович, Максимов Геннадий Григорьевич
4. Пылесвязывающее средство против пылеобразования на карьерных автодорогах в зимний период. Авторское свидетельство SU № 1071761 А. Опубликовано 07.02.84. Бюллетень № 5. Соавторы: Ольков Павел Леонтьевич, Зиновьев Александр Прокопьевич, Махов Александр Феофанович, Баимбетов Ангам Мусанович, Якимовец Николай Лаврентьевич, Сюняев Загидулла Исхакович, Загидуллин Рафаиль Рифхатович, Максимов Геннадий Григорьевич, Купин Анатолий Никитович, Токмаков Михаил Александрович
5. Профилактическое средство против смерзания и примерзания сыпучих материалов к транспортному оборудованию. Авторское свидетельство SU № 1096271 А. Опубликовано 07.06.84. Бюллетень № 21. Соавторы: Максимов Геннадий Григорьевич, Зиновьев Александр Прокопьевич, Ольков Павел Леонтьевич, Буренко Галина Николаевна, Ибатуллина Рифа Бариевна, Мурзаков Рашид Мухамедуллинович, Ведерникова Татьяна Геннадьевна
6. Вяжущее для укрепления грунтов. Авторское свидетельство SU № 1100298 А. Опубликовано 30.06.84. Бюллетень № 24. Соавторы: Мурзаков Рашид Мухамедуллинович, Ведерникова Татьяна Геннадьевна, Ахметов Сафа Ахметович, Горелов Юрий Сергеевич, Усманов Риф Мударисович, Вафин Ильдар Анварович, Ведерников Сергей Леонидович, Максимов Геннадий Григорьевич
7. Установка для обработки озоном жидкости. Патент RU № 2006485. Дата публикации: 30.01.1994. Соавторы: Юмагузин Юлай Мухаметович, Сушко Борис Константинович, Максимов Геннадий Григорьевич

## Признание
- Почётный диплом I степени на студенческой конференции вузов Поволжья (Куйбышев, 1961);
- Почётный диплом I степени на Всероссийской конференции молодых учёных по проблеме «Аллергия» (Москва, 1962);
- Знак «Победитель социалистического соревнования» (1978);
- Отличник здравоохранения СССР (1980);
- Знак "Ударник XI пятилетки СССР (1983);
- Бронзовая медаль ВДНХ СССР (1985);
- Заслуженный врач БАССР (1986);
- Медаль «Ветеран труда» (1990);
- Золотой диплом Академии наук о Земле (1998) — за выявление в рамках научной программы АН РБ неблагоприятных для проживания населения геохимических условий северо-восточного региона Башкортостана[6].

С 50-летним юбилеем Г. Г. Максимова в официальном приказе поздравил министр здравоохранения Российской Федерации А. И. Потапов:

«Исполняется 50 лет со дня рождения и 25 лет врачебной, научной, организаторской и общественной деятельности заместителя директора по научной работе Уфимского научно-исследовательского института гигиены и профзаболеваний, доктора медицинских наук, заслуженного врача Башкирской АССР Максимова Геннадия Григорьевича… Сердечно желаю Геннадию Григорьевичу крепкого здоровья, большого личного счастья и творческих успехов на благо человека».
— Министр здравоохранения РСФСР А. И. Потапов

## Семья
Жена Геннадия Григорьевича, Наталья Николаевна Максимова (девичья фамилия — Потёмкина; род. 1944 в Улан-Удэ), окончила Московский экономико-статистический институт, экономист и бухгалтер. Многие годы проработала на Уфимском приборостроительном заводе (ранее — завод п/я № 40, ныне ОАО «Уфимское приборостроительное производственное объединение»).
У супругов две дочери. Старшая, Лидия Геннадьевна Максимова (род. 1969 в Уфе) — экономист, окончила УГАТУ.
Традиции семьи в области медицины продолжает младшая дочь, Юлия Геннадьевна Азнабаева (Максимова; род. 1974 в Уфе) — терапевт, клиницист и учёный. В 1997 году она с отличием окончила лечебный факультет Башкирского государственного медицинского университета. В 1998—2003 гг. обучалась в клинической ординатуре при БГМУ по специальности «терапия». В 2002 году защитила диссертацию по теме «Влияние растительных сборов на состояние свободнорадикального окисления в норме и при физической нагрузке». С 2003 года по настоящее время — сотрудница кафедры пропедевтики внутренних болезней БГМУ, отвечает за учебно-методическую работу на кафедре. Кандидат медицинских наук, доцент. Автор и соавтор более 60 публикаций. Работает над докторской диссертацией.
Зять, Альберт Айратович Азнабаев (род. 1974), окончил Башкирский государственный университет по специальности «физика и радиоэлектроника». Два внука, Тимур (род. 1999) и Руслан (род. 2004).

Г. Г. Максимов (сидит в центре слева) на встрече с однокурссниками, посвящённой 50-летию окончания БМИ